# Joanne Meyerowitz
Joanne Meyerowitz (* 1954) ist eine US-amerikanische Autorin und Historikerin.

## Leben
Meyerowitz studierte Geschichte an der University of Chicago und an der Stanford University. Sie war als Hochschullehrerin an der Indiana University und an der University of Cincinnati tätig. Von 1999 bis 2004 war sie Herausgeberin des Journal of American History. Seit 2005 ist sie als Hochschullehrerin für Geschichte an der Yale University tätig. Wissenschaftliche Beiträge von ihr erschienen unter anderem in Magazinen wie American Historical Review, Gender & History, Journal of Women's History und Bulletin of the History of Medicine.
Sie erhielt ein Guggenheim-Stipendium, ein National-Endowment-for-the-Humanities-Stipendium und ein Social-Science-Research-Council-Stipendium.

## Werke (Auswahl)
- Women Adrift: Independent Wage Earners in Chicago, 1880–1930, 1988
- Not June Cleaver: Women and Gender in Postwar America, 1945–1960, 1994, (als Editor)
- How Sex Changed: A History of Transsexuality in the United States, 2002
- History and September 11th, 2003
- A War on Global Poverty: The Lost Promise of Redistribution and the Rise of Microcredit, Princeton University Press, 2021

## Auszeichnungen und Preise (Auswahl)
- 2003: Stonewall Book Award für das Sachbuch How Sex Changed: a History of Transsexuality in the United States[3]
- 2003: Israel Fishman Non-Fiction Award für das Sachbuch How Sex Changed: a History of Transsexuality in the United States